# 1487
1487 (MCDLXXXVII) a fost un an comun al calendarului iulian, care a început într-o zi de luni.

## Evenimente
- Construirea bisericii Sfântul Procopie din Bădeuți (jud. Suceava), ctitorie a lui Ștefan cel Mare.

## Nașteri
- 19 septembrie: Papa Iulius al III-lea  (d. 1555)
- 17 iulie: Ismail I  (d. 1524)
- 30 noiembrie: Juan Sebastián Elcano explorator spaniol (d. 1526)
- 2 februarie: Ioan I Zápolya voievod al Transilvaniei, rege al Ungariei (d. 1540)
- dată necunoscută: Petru Rareș domn al Moldovei (d. 1546)
- dată necunoscută: Cristóbal de Olid explorator spaniol (d. 1524)
- dată necunoscută: Doamna Despina  (d. 1554)

## Decese
- 23 septembrie: Mara Branković  (n. 1416)
- 23 august: Maria de Cleves  (n. 1426)